# Kusunoki Masashige
En aquest nom japonès, el cognom és Kusunoki.

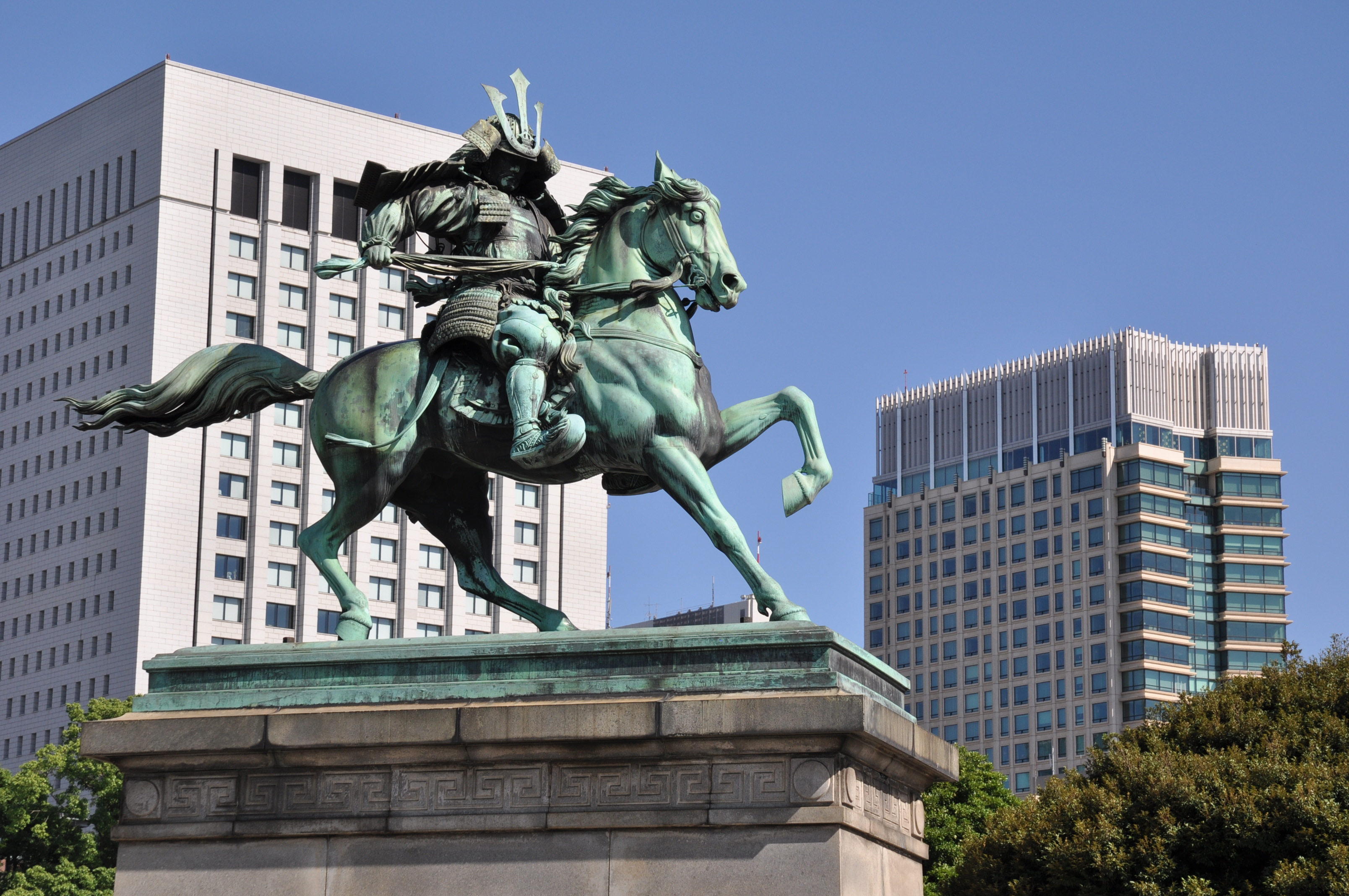
Estàtua de Kusunoki Masashige

Kusunoki Masashige(1294 - Juliol 4, 1336) fou un samurai del segle XIV que va lluitar per l'emperador Go-Daigo quan aquest es va enfrontar al Shogunat Kamakura pel poder del Japó. Kusonoki és recordat com l'ideal de la lleialtat samurai.

## Estrateg
Kusunoki era un brillant estrateg, i la seva defensa del Castell Akasaka i el Castell Chihaya durant la Guerra Genkō van permetre que Go-Daigo tornés breument al poder. Malgrat tot, un dels generals lleials a Go-Daigo, Ashikaga Takauji, va trair l'emperador i va liderar un exèrcit contra Kusunoki. Aquest va aconsellar la retirada a l'emperador, refugiar-se al sagrat Mont Hiei i caure sobre Takauji quan aquest hagués pres la capital Kyoto.

## Desfeta
Però Go-Daigo no volia abandonar la capital i va insistir que Kusunoki anés a trobar les forces de Takauji, molt més nombroses, al camp de batalla. Kusunoki, en el que més tard es consideraria un acte d'extrema lleialtat, va acceptar obedientment l'absurda demanda de l'emperador, va deixar un poema sobre la seva mort al seu fill Masatsura i va liderar les seves tropes a una mort segura. La batalla va tenir lloc a Minatogawa, actual Chuo-ku, Kobe, i fou una desfeta. Kusunoki, amb el seu exèrcit totalment rodejat i la cavalleria pràcticament aniquilada (de 700 a 73 genets) es va suïcidar juntament amb el seu germà Masasue, 11 membres del seu clan i 60 altres. Segons la llegenda, les darreres paraules del seu germà foren Shichisei Hōkoku! (七生報國; "Tingués jo set vides per donar-le pel meu país"). Kusunoki havia donat a l'emperador dos arguments diferents abans de la batalla: reagrupar les forces per atacar pels dos bàndols o bé recuperar Takauji per la seva causa. Tots dos raonaments foren ignorats.

## Llegat
El seu fill Masatsura va servir el successor de l'emperador, Go-Murukami, de dotze anys, imitant la figura del seu pare i mantenint viva la flama de la resistència lleialista. Masatsura va morir juntament amb el seu germà Masatoki i el seu cosí Wada Takahide en una batalla que marcaria la fi del clan Kusunoki.
La seva brillant defensa del Castell Chihaya va propiciar la fi del shogunat Kamakura. Ashikaga Takauji es va revoltar contra el shogunat i va acudir en defensa de Kusunoki i l'emperador, però aviat va veure que no li agradava rebre ordres de l'emperador i es va revoltar de nou, establint el seu propi shogunat un cop va derrotar a Kusunoki Masashige i al comandant en cap Yoshisada en la batalla final.

## Llegenda
Després de la introducció del Neoconfucianisme com filosofia de l'estat per part del Shogunat Tokugawa, es va recuperar la memòria de Kusunoki Masashige i Go-Daigo, com figures precursores de l'absolutisme sinocèntric. Durant el període Edo es va forjar la llegenda de Kusunoki com heroi patriota, rebent el nom de Nankō (楠公) o Dai-Nankō (大楠公), imatge de lleialtat, coratge i devoció a l'emperador. Kusunoki esdevindria més tard el patró dels kamikazes durant la Segona Guerra Mundial, ja que aquests es consideraven els seus hereus espiritual al sacrificar la seva vida per l'Emperador.